# Marilyn Crispell
Marilyn Crispell (Philadelphia, 30 maart 1947) is een Amerikaans jazz pianiste en componiste.
Zij studeerde klassieke piano en compositie aan het Conservatorium van New England. Zij vervolgde haar studie aan Karl Bergers Creative Music Studio in Woodstock (New York) waar zij sinds 1977 ook woonachtig is. Zij gaf ook les aan dat instituut. Door John Coltrane en Cecil Taylor leerde zij de jazz en heeft daarna met allerlei bekendheden uit de jazzscene gespeeld: Anthony Braxton, Reggie Workman, Barry Guy, Henry Grimes en Anders Jormin.
Gedurende haar carrière heeft ze diverse muziekalbums opgenomen met muziek van haarzelf, maar ook van (toen) hedendaagse componisten als John Cage. Zelf is ze nog steeds betrokken bij allerlei festivals en geeft ook workshops.

## Discografie (selectief)
- 1997: Nothing ever was, anyway (hommage aan Annette Peacock)
- 1998: Duo
- 1998: Circles
- 1998: Labyrinth
- 1998: Gryffgryffgryffs; concert in Zweden
- 1998: Live in Berlin, opnamen uit 1992
- 2000: Live in Zurich
- 2000; After Appleby
- 2000; Santuero
- 2000: For Coltrane
- 2000: Stella Pulsations
- 2000; Gaia
- 2001: Red
- 2001: Natives and aliens (met Evan Parker)
- 2001: Amaryllis
- 2001: Blue
- 2004: Storyteller
- 2005: Pola met Barry Guy
- 2006: trio met Reggie Workman
- 2008: Vignettes
- 2009: Sibanye (We Are One) (Intakt) (met Louis Moholo-Moholo)
- 2009: Collaborations Live at Nya Perspektiv Festivals 2004 and 2007 (Leo Records)
- 2010: One dark night I left my silent house (ECM) (met David Rothenberg)
- 2011:  Affinities (Intakt) (met Gerry Hemingway)
- 2012:  Play Braxton (Tzadik) (met Mark Dresser en Gerry Hemingway)
- 2013:  Azure (ECM) (met Gary Peacock)